# Littlefield (Teksas)
Littlefield je grad u američkoj saveznoj državi Teksas. Prema popisu stanovništva iz 2010. u njemu je živjelo 6.372 stanovnika.